# رود چیتوز
رود چیتوز (به لاتین: Chitose River) یک رود در ژاپن است که در Hokkaido Prefecture واقع شده‌است.